# Дари добро детям (монета)
25 рублей «Дари добро детям» — памятная монета Банка России номиналом 25 рублей, выпущенная в обращение в 2017 году. Единственная монета в истории России, выпущенная для благотворительной акции.

## Обстоятельства выпуска
Монета была добавлена в план 1 июня 2017 года в размере 50 тысяч штук, что стало самым малым тиражом в истории памятных монет современной России, и была выпущена в обращение Банком России 29 сентября 2017 года (каталожный номер: 5015-0017).
11 октября на пресс-конференции Российского детского фонда было анонсировано начало благотворительной акции «Подари шанс ребенку». Фонд заявил, что всем участникам, которые безвозмездно внесут в поддержку фонда не менее 5000 рублей, будет вручён соответствующий сертификат с памятной монетой в качестве подарка.
Также, по словам Председателя ЦБ Эльвиры Набиуллиной, целью выпуска монеты является возврат утраченных денег Российского детского фонда после вклада в банк, у которого отозвали лицензию.

## Проведение акции
Акция началась в торжественной обстановке 14 октября 2017 года в Колонном зале Дома Союзов в Москве среди гостей торжественного вечера, посвящённому 30-летию фонда.
Посредниками акции выступили российские банки «Сбербанк», «ВТБ» и «Россельхозбанк». Банки независимо друг от друга объявляли города и адреса филиалов, где будет проходить акция. Через них в разных регионах России осуществлялись денежные взносы и выдача сертификатов.
13 декабря 2017 года Российский детский фонд заявил, что сертификаты участия в благотворительной акции «Подари шанс ребенку», и, соответственно, памятные монеты, переданы в уполномоченные банки в полном объёме.
В ответ на многочисленные просьбы фонд обратился в Банк России с просьбой выпустить дополнительный тираж памятных монет «Дари добро детям», однако дополнительных монет выпущено не было.

## Отзывы и критика
Сотрудники некоторых отделений, несмотря на официальные заявления банков, заявляли клиентам, что не располагают информацией о сроках и наличии монет. Нередки были случаи, когда для получения монеты требовалось оформить дополнительные услуги: открыть счёт, заключить договор о страховании или приобрести банковскую карту.
При всей любви к детям, факт появления этой монеты у нумизматов ничего кроме ненависти не вызвал. Опять нужно идти на поклон к спекулянтам, выкладывать трудовые тысячи в обмен на кружок из медно-никелевого сплава с копеечной себестоимостью… Но у коллекции свои законы, и незаполненные отсеки в альбоме — рваные раны на душе нумизмата.— Павел Садков, «Комсомольская правда»
Коллекционеры из азиатской части России, не имевшие доступа к очному участию в акции, обвиняли своих коллег в перепродаже монет по завышенной цене, иногда вдвое превышающей сумму пожертвования.
Критика также касалась крайне низкого тиража монеты:
Для сравнения: есть серия «Города воинской славы» — каждая монета выпускается по 10 миллионов экземпляров. 50 тысяч — это очень мало для того, чтобы она через наличное обращение попала к населению.— Андрей Антипов, заместитель управляющего отделением Сибирского главного управления ЦБ в Барнауле

## Виды буклетов

Разновидности буклетов: стандартный, презентационный и с жетоном монетного двора

Было напечатано три вида буклетов: стандартный, презентационный и с жетоном.

## Коллекционное значение
На момент своего выхода монета 25 рублей «Дари добро детям» была самой малотиражной памятной монетой России, выпущенной из недрагоценных металлов.
На рынке появились предложения с продажей китайских копий этих монет, сделанных как с предупреждающей пометкой «копия» (англ. copy), так и без неё.